# Octavio Valdez
Octavio Valdez Martínez (ur. 7 grudnia 1973 w Santiago Acutzilapan) – meksykański piłkarz grający na pozycji obrońcy lub pomocnika. Jego pseudonim boiskowy to „Tavo”.

## Kariera klubowa
Valdez jest wychowankiem Pachuki, której barwy reprezentował w latach 1995–2001. Zadebiutował w niej 11 marca 1997 w meczu z Necaxą (1:2). Następnymi przystankami w jego karierze to stołeczna Club América i Toluca. W 2003 roku powrócił do Pachuki, a po dwóch latach zasilił San Luis FC. Stąd był wypożyczony do CF Monterrey. W 2009 roku podpisał kontrakt z Tiburones Rojos de Veracruz.

## Kariera reprezentacyjna
Octavio Valdez był członkiem reprezentacji Meksyku w latach 2001–2004. Brał udział w turniejach takich jak: Puchar Konfederacji 2001, Copa América 2001, Złoty Puchar CONCACAF 2003 i Copa América 2004. W sumie w kadrze narodowej w ciągu 3 lat rozegrał 30 spotkań i nie zdobył żadnej bramki.

## Osiągnięcia
Pachuca
- Mistrz Meksyku: Invierno 1999, Apertura 2003

América
- Mistrz Meksyku: Verano 2002

Toluca
- Mistrz Meksyku: Apertura 2002

Reprezentacja
- Złoty Puchar CONCACAF: 2003